# Adonisea jaegeri
Adonisea jaegeri är en fjärilsart som beskrevs av Sperry 1940. Adonisea jaegeri ingår i släktet Adonisea och familjen nattflyn. Inga underarter finns listade i Catalogue of Life.